# Rudolf Merta
Rudolf Merta (26. ledna 1867 Čermná – 23. dubna 1934 Brno) byl československý politik a poslanec Národního shromáždění za Československou sociálně demokratickou stranu dělnickou, později za Komunistickou stranu Československa.

## Biografie
V doplňovacích volbách do Říšské rady roku 1911 neúspěšně kandidoval za volební obvod Kroměříž, Holešov. Byl tehdy uváděn jako kandidát nového politického subjektu nazvaného Česká sociálně demokratická strana v Rakousku (takzvaní centralisté), která odmítala přílišné rozdělování sociálnědemokratického hnutí podle národností a byla konkurentem tradiční české (českoslovanské) sociálně demokratické strany.
V letech 1918-1920 zasedal v Revolučním národním shromáždění. V parlamentních volbách v roce 1920 získal poslanecké křeslo v Národním shromáždění. Zvolen byl za sociální demokraty, v průběhu volebního období přešel do nově vzniklé KSČ. Podle údajů k roku 1920 byl profesí úředníkem v Brně. Působil jako úředník okresní nemocenské pokladny.
Zemřel v zemské nemocnici v Brně 23. dubna 1934.